# Testudinella wuhanensis
Testudinella wuhanensis är en hjuldjursart som beskrevs av Fusa Sudzuki H. 1992. Testudinella wuhanensis ingår i släktet Testudinella och familjen Testudinellidae. Inga underarter finns listade i Catalogue of Life.